# Näsbergstjärnen, Lappland
Näsbergstjärnen är en sjö i 4 kilometer nordväst om Ammarnäs i Sorsele kommun i Lappland och ingår i Umeälvens huvudavrinningsområde. Sjön har en area på 0,162 kvadratkilometer och ligger 687 meter över havet. Näsbergstjärnen ligger i Vindelfjällen Natura 2000-område. Kungsleden går förbi sjön. Vid sjön finns ett vindskydd.

## Delavrinningsområde
Näsbergstjärnen ingår i det delavrinningsområde (732152-151733) som SMHI kallar för Ovan VDRID = Tjulån i Vindelälvens vattendragsyta. Medelhöjden är 577 meter över havet och ytan är 25,76 kvadratkilometer. Räknas de 47 avrinningsområdena uppströms in blir den ackumulerade arean 701,41 kvadratkilometer. Vindelälven som avvattnar avrinningsområdet har biflödesordning 2, vilket innebär att vattnet flödar genom totalt 2 vattendrag innan det når havet efter 403 kilometer. Avrinningsområdet består mestadels av skog (89 procent). Avrinningsområdet har 0,55 kvadratkilometer vattenytor vilket ger det en sjöprocent på 2,1 procent.

## Galleri

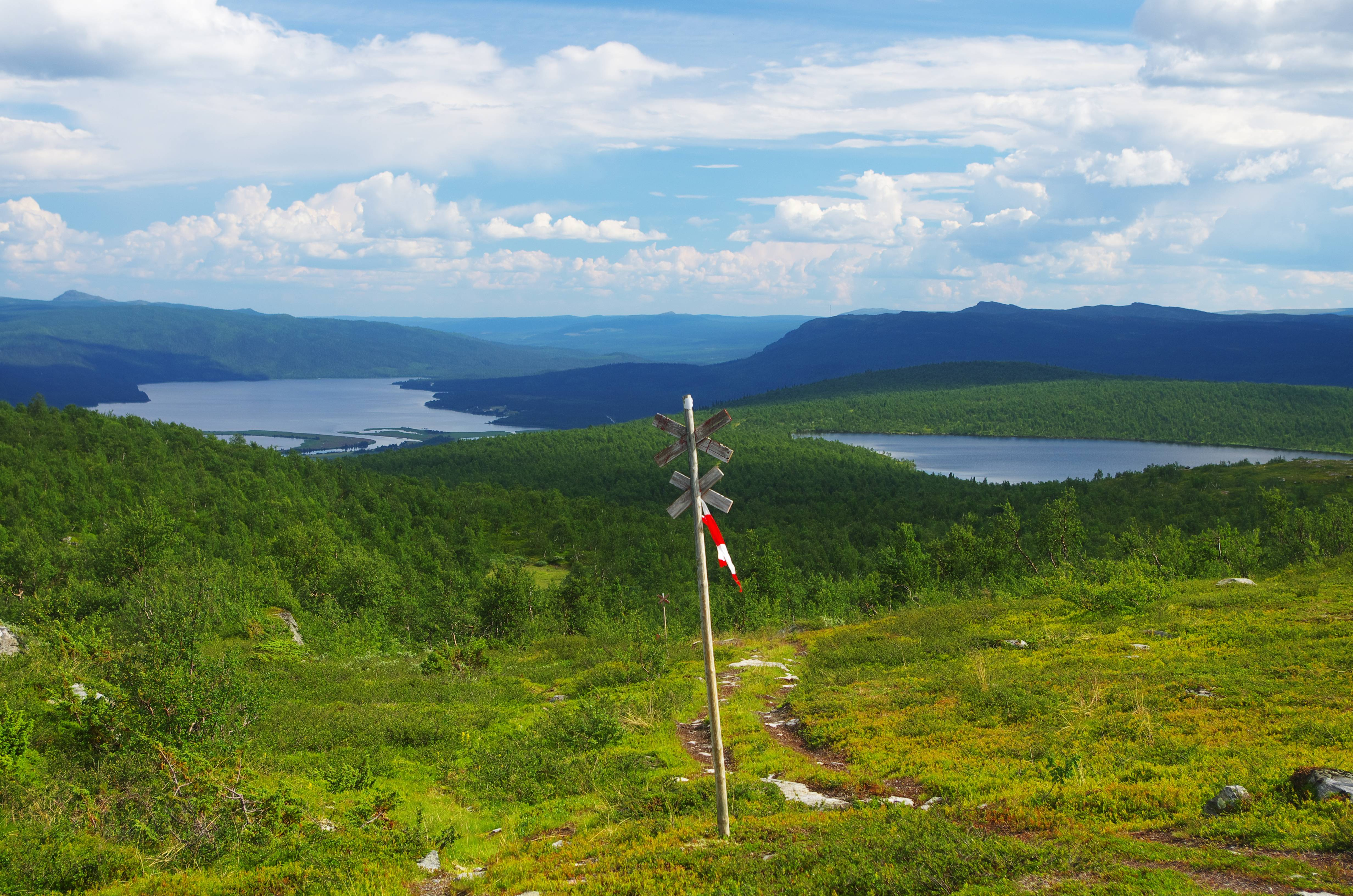
Gautsträsk (till vänster) och Näsbergstjärnen (till höger) från Kungsleden.
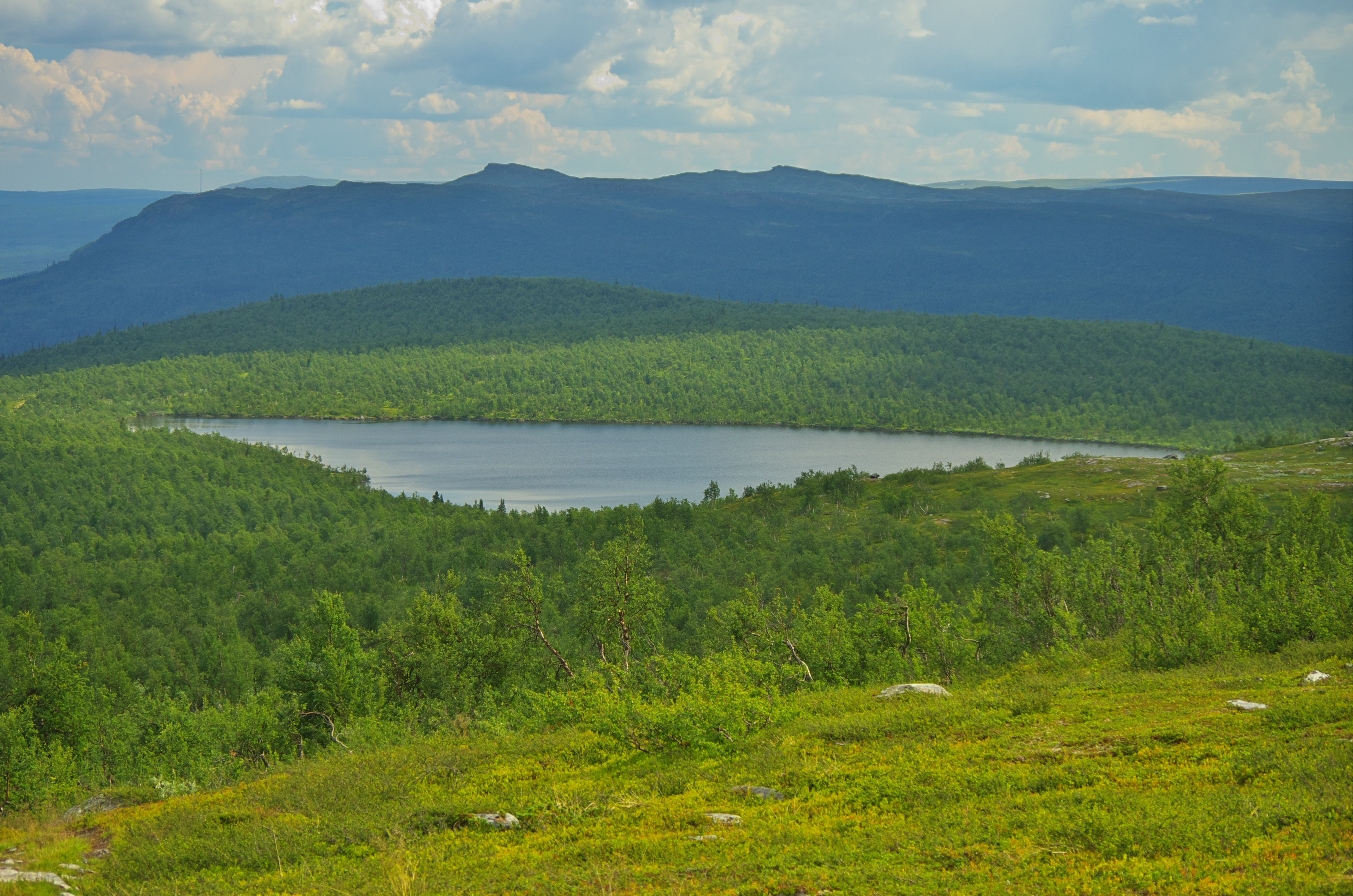
Näsbergstjärnen i juli 2014.